# 14-es metró (Peking)
A pekingi 14-es metró (egyszerűsített kínai: 北京地铁14号线; pinjin: běijīng dìtiě shísì hàoxiàn) egy metróvonal jelenleg két különálló szakaszon, Peking nyugati részén Xiju és Zhangguozhuang, illetve keleti részén a pekingi Déli pályaudvar és Shan'gezhuang között. 2013. május 5-én indult meg rajta a közlekedés. A 14-es vonal színe      bőrszín.

## Üzemidő
| 14-es vonal indulásai | Első  | Utolsó |  |
| --------------------- | ----- | ------ |  |
| Xiju felé             | 05:30 | 22:10  |  |
| Zhangguozhuang felé   | 05:45 | 22:10  |  |
|                       |       |        |  |
| Shan'gezhuang felé    | 06:00 | 23:00  |  |
| Jintailu felé         | 05:30 | 22:30  |  |

## Állomáslista
| 14 Nyugati szakasz (Zhangguozhuang – Xiju) 14 Keleti szakasz (Beijing South Railway Station – Shan'gezhuang) |                     |                                    |  |
| Állomás (angol név)                                                                                          | Állomás (kínai név) | Átszállás                          |  |
| |                     |                                    |  |
| — Nyugati szakasz —                                                                                          |                     |                                    |  |
| |                     |                                    |  |
| Zhangguozhuang                                                                                               | 张郭庄              |                                    |  |
| Garden Expo                                                                                                  | 园博园              |                                    |  |
| Dawayao | 大瓦窑              |                                    |  |
| Guozhuangzi                                                                                                  | 郭庄子              |                                    |  |
| Dajing | 大井                |                                    |  |
| Qilizhuang                                                                                                   | 七里庄              | 9-es vonal                         |  |
| Xiju | 西局                | 10-es vonal                        |  |
| Dongguantou                                                                                                  | 东管头              |                                    |  |
| Lize Business District                                                                                       | 丽泽商务区          | 16-os vonal (2016–2017-től)        |  |
| Caihuying | 菜户营              |                                    |  |
| Xitieying | 西铁营              |                                    |  |
| Jingfengmen                                                                                                  | 景风门              | 19-es vonal (2019-től)             |  |
| |                     |                                    |  |
| — Keleti szakasz —                                                                                           |                     |                                    |  |
| |                     |                                    |  |
| Beijing South Railway Station                                                                                | 北京南站            | 4-es vonal                         |  |
| Taoranqiao                                                                                                   | 陶然桥              |                                    |  |
| Yongdingmenwai                                                                                               | 永定门外            | 8-as vonal (2017–2019-től)         |  |
| Jingtai | 景泰                |                                    |  |
| Puhuangyu | 蒲黄榆              | 5-ös vonal                         |  |
| Fangzhuang                                                                                                   | 方庄                |                                    |  |
| Shilihe | 十里河              | 10-es vonal 17-es vonal (2019-től) |  |
| Beigongda Ximen                                                                                              | 北工大西门          |                                    |  |
| Pingleyuan                                                                                                   | 平乐园              |                                    |  |
| Jiulongshan                                                                                                  | 九龙山              | 7-es vonal                         |  |
| Dawanglu | 大望路              | 1-es vonal                         |  |
| Hongmiao | 红庙                |                                    |  |
| Jintailu | 金台路              | 6-os vonal                         |  |
| Chaoyang Park                                                                                                | 朝阳公园            | 3-as vonal (2020–2021-től)         |  |
| Zaoying | 枣营                |                                    |  |
| Dongfeng Beiqiao                                                                                             | 东风北桥            | 22-es vonal (2021-től)             |  |
| Jiangtai | 将台                |                                    |  |
| Gaojiayuan                                                                                                   | 高家园              | 12-es vonal (2020-tól)             |  |
| Wangjing South                                                                                               | 阜通东              |                                    |  |
| Futong | 阜通西              |                                    |  |
| Wangjing | 望京                | 15-ös vonal                        |  |
| Donghuqu | 东湖渠              |                                    |  |
| Laiguangying                                                                                                 | 来广营              |                                    |  |
| Shan'gezhuang                                                                                                | 善各庄              |                                    |  |
| |                     |                                    |  |

## Fordítás
- Ez a szócikk részben vagy egészben  a   Line 14, Beijing Subway című angol Wikipédia-szócikk fordításán alapul.  Az eredeti cikk szerkesztőit annak laptörténete sorolja fel. Ez a jelzés csupán a megfogalmazás eredetét és a szerzői jogokat jelzi, nem szolgál a cikkben szereplő információk forrásmegjelöléseként.
- Ez a szócikk részben vagy egészben  a(z)   北京地铁14号线 című kínai Wikipédia-szócikk fordításán alapul.  Az eredeti cikk szerkesztőit annak laptörténete sorolja fel. Ez a jelzés csupán a megfogalmazás eredetét és a szerzői jogokat jelzi, nem szolgál a cikkben szereplő információk forrásmegjelöléseként.

## Külső hivatkozások
- Beijing MTR Corp. Ltd